# Chiesa della Santissima Annunziata (Serra Riccò)
La chiesa della Santissima Annunziata è un luogo di culto cattolico situato nella frazione di Pedemonte, in via Giovanni Grasso, nel comune di Serra Riccò nella città metropolitana di Genova. La chiesa è sede della parrocchia omonima del vicariato di Sant'Olcese-Serra Riccò dell'arcidiocesi di Genova.

## Storia
La parrocchia di Pedemonte, o Isosecco come era denominato un tempo il paese, è citata la prima volta in un documento del 1251. La chiesa, che si trova su una collina che domina il paese, allora intitolata a santa Maria Maddalena, era succursale della pieve di Santa Maria Assunta di Serra. Alla fine del XVI secolo fu intitolata alla Santissima Annunziata.
Rifatta integralmente a partire dal 1660, fu gravemente danneggiata nella guerra di successione austriaca del 1747; i lavori di ricostruzione si protrassero fino al 1771 e le donarono l'attuale aspetto barocco.

## Descrizione
La chiesa ha una struttura a tre navate con sei altari laterali, tra i quali uno, di particolare pregio, dedicato inizialmente a san Francesco d'Assisi e successivamente a Nostra Signora del Carmine.
Sopra l'altare maggiore, si trova un trono a tempietto attribuito al fiorentino Pietro Cipriani. Vi sono conservate tele attribuite a Giovanni Carlone, Domenico Fiasella e Giovanni Battista Merano. Il campanile è uno dei più antichi della valle e già nel 1862 aveva quattro campane.
La festa patronale della Santissima Annunziata è celebrata il 20 aprile. Un'altra festa, quella della Confraternita del Rosario, si tiene il 7 ottobre. Il santuario di San Rocco è compreso nel territorio della parrocchia.
Nella chiesa, si trova l'organo a canne Mascioni opus 303, costruito nel 1911. Lo strumento, a trasmissione elettrica, ha due tastiere di 58 note ciascuna ed una pedaliera dritta di 27 note.